# Sermuth-Schönbach
Sermuth-Schönbach war vom 1. März 1991 bis zum 31. Dezember 1993 eine kurzlebige Gemeinde in Sachsen. Heute gehören ihre Ortsteile Sermuth, Schönbach und Zschetzsch zur Stadt Colditz im sächsischen Landkreis Leipzig.

## Geographie
Das Gebiet der ehemaligen Gemeinde Sermuth-Schönbach befindet sich nördlich der Stadt Colditz. Der westliche Ortsteil Schönbach liegt an der Bundesstraße 107 östlich des Colditzer Forsts. Der südliche Ortsteil Zschetzsch liegt am Westufer der Zwickauer Mulde. Der nordöstliche Ortsteil Sermuth befindet sich am Zusammenfluss der Zwickauer Mulde mit der Freiberger Mulde zur Vereinigten Mulde, der sogenannten Muldenvereinigung.

## Geschichte
Die Gemeinde Sermuth-Schönbach entstand am 1. März 1991 aus dem Zusammenschluss der Gemeinden Sermuth und Schönbach im Landkreis Grimma. Der nunmehrige Ortsteil Sermuth war am 1. Oktober 1937 durch Zusammenschluss der Orte Großsermuth, Kleinsermuth und Kötteritzsch entstanden. Das Gebiet der einstigen Gemeinde Schönbach war am 1. Juli 1950 durch Eingemeindung von Zschetzsch erweitert worden.
Am 1. Januar 1994 schloss sich die Gemeinde Sermuth-Schönbach im Rahmen einer Gebietsreform mit den Gemeinden Großbothen, Kössern und Leisenau zur Großgemeinde Großbothen zusammen. Die Gemeinde Sermuth-Schönbach bestand somit nur knapp drei Jahre. Mit einer Existenzdauer von 1037 Tagen gilt die einstige Kommune als kurzlebige Gemeinde.
Die Ortsteile Sermuth, Schönbach und Zschetzsch kamen bei der Auflösung der Gemeinde Großbothen mit dem nördlichen Nachbarort Leisenau zur Stadt Colditz. Sie bilden jeweils eigenständige Ortsteile der Stadt Colditz.